# Bitwa pod Dzierzgoniem
Nie pomylić z artykułem: Bitwa nad Dzierzgonią.
Bitwa pod Dzierzgoniem – bitwa stoczona w 1248 roku pomiędzy połączonymi siłami Prusów i księcia gdańskiego Świętopełka a wojskami zakonu krzyżackiego podczas I powstania pruskiego
Wykorzystując narzucone po roku 1243 przez papiestwo Świętopełkowi rozmowy pokojowe oraz ustanie działań militarnych Prusów, Krzyżacy przystąpili do umacniania swojej pozycji w Pomezanii. W 1246 roku do Prus przybył wielki mistrz Heinrich III von Hohenlohe, który zintensyfikował działania zakonu. W roku 1247 wojskom zakonu krzyżackiego udało się zdobyć Dzierzgoń, wybudować w miejscu starego grodu nową silną warownię oraz odnowić łączność na linii Elbląg, Kwidzyn, Chełmno. Działania Krzyżaków nie uszły uwadze pruskich Pomezanów. Podjęli oni próbę zdobycia Dzierzgonia, grodu, który stał się kluczowym punktem sieci zamków i grodów krzyżackich. Wspomagani wojskami Świętopełka Prusowie oblegli Dzierzgoń. Krzyżacka załoga grodu jednak była na tyle silna, że nie tylko wytrzymała oblężenie, ale zdołała rozbić atakujących Prusów i rozproszyć sprzymierzone siły pomorskie. Według przekazów zaskoczony i pobity książę gdański musiał ratować swoje życie pośpieszną ucieczką na lewy brzeg Wisły.  
Po klęsce pod Dzierzgoniem Prusowie przystąpili do pokojowych rozmów z zakonem krzyżackim. Pod osobistym nadzorem legata papieskiego Jakuba z Leodium strony konfliktu  w dniu 7 lutego 1249 roku, zawarły w  Dzierzgoniu układ pokojowy, który zakończył wojnę.